# هورنايلوس ديل كاماينو
بلدية هورنايلوس ديل كاماينو (بالإسبانية: Hornillos del Camino)‏, هي إحدى بلديات مقاطعة برغش, التي تقع في منطقة قشتالة وليون, والتي تقع في شمال غرب إسبانيا.
يبلغ عدد سكانها 74 نسمة وفقاً لإحصائية سنة (2002).